# 가야금 (영화)
"가야금"은 1964년 공개된 대한민국의 영화이다.

## 배역
- 김진규
- 김지미
- 최남현
- 황정순
- 신영균
- 최지희
- 신성일
- 이예춘
- 김희갑
- 주선태
- 구봉서
- 정애란
- 강미애
- 차유미
- 이수련